# محطة إيري للطاقة النووية

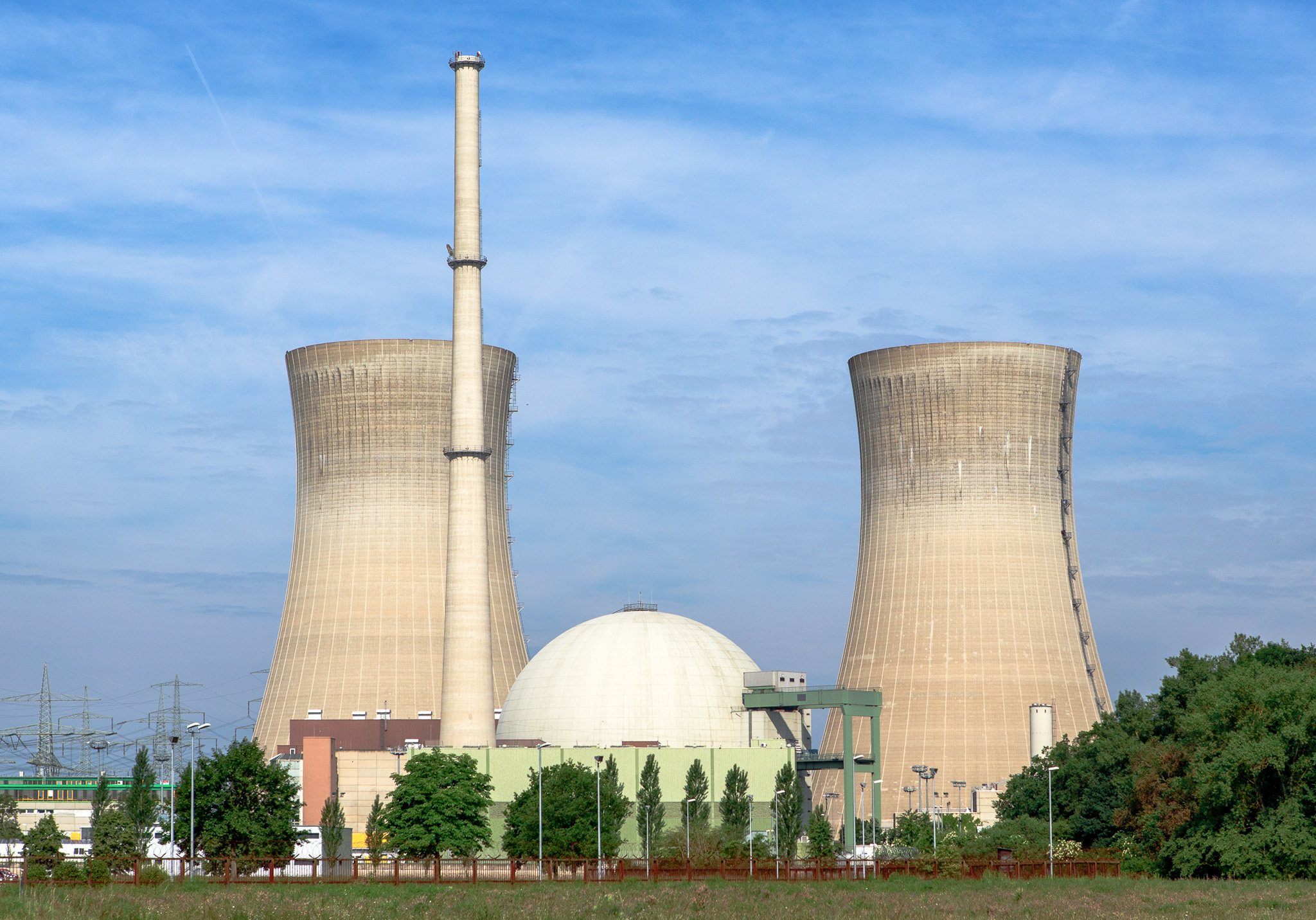
محطة طاقة نووية

محطة إيري للطاقة النووية هي عبارة عن محطة طاقة نووية مقترحة تقع على بعد 9 أميال (14 كم) جنوب شرق ساندوسكي، بولاية أوهايو.

## نبذة
تم اقتراح المحطة في عام 1976، كان من المقرر أن تتكون المحطة من مفاعلين بطاقة 1،267 ميجاوات.

## الإلغاء
تم إلغاء العمل في عام 1980 بسبب المتطلبات الفيدرالية الجديدة على المحطات النووية والتي تجعل بنائها أكثر تكلفة.